# Enarmonia
Enarmonia är ett släkte av fjärilar som beskrevs av Jacob Hübner 1826. Enarmonia ingår i familjen vecklare.

## Bildgalleri

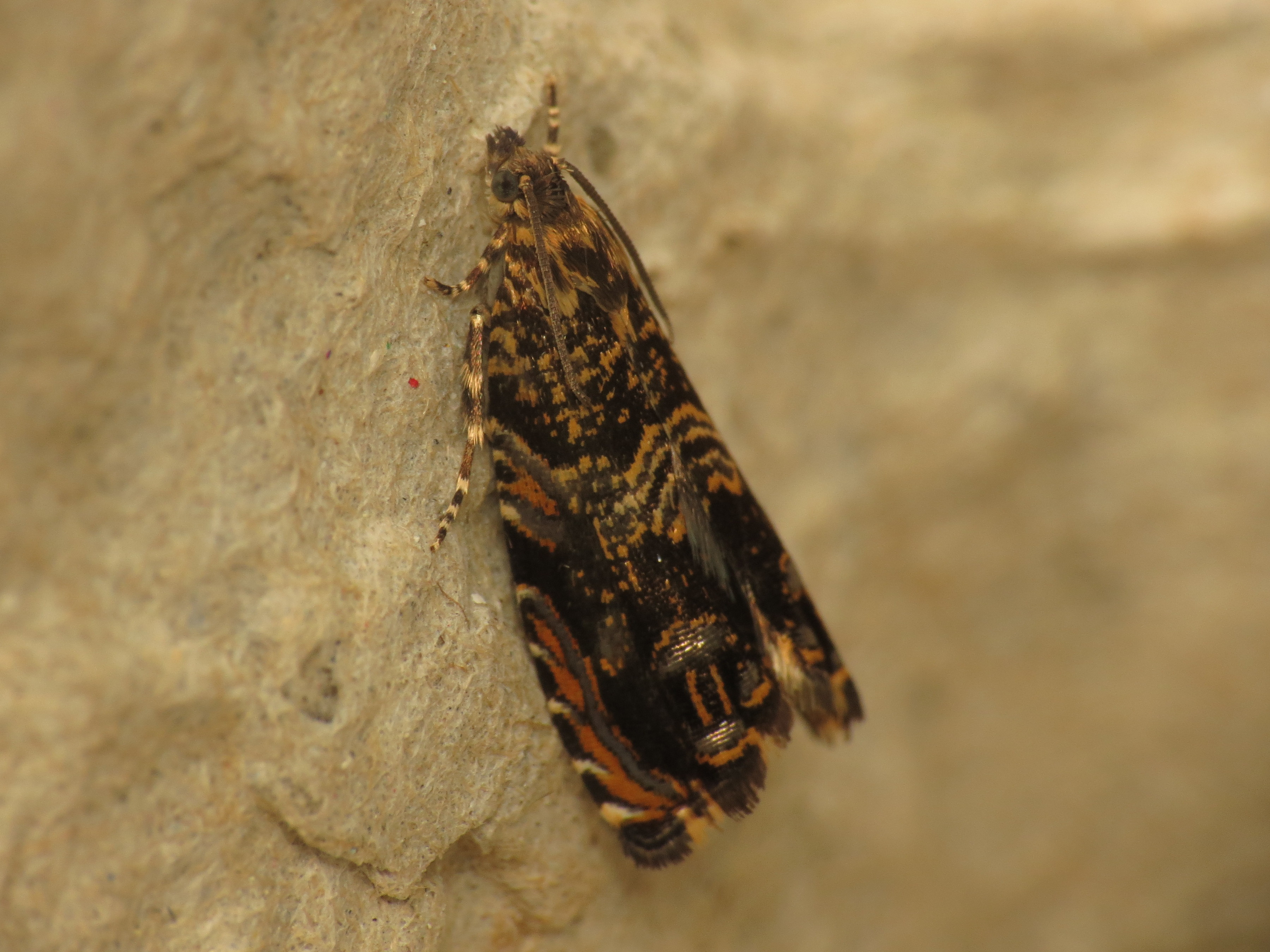
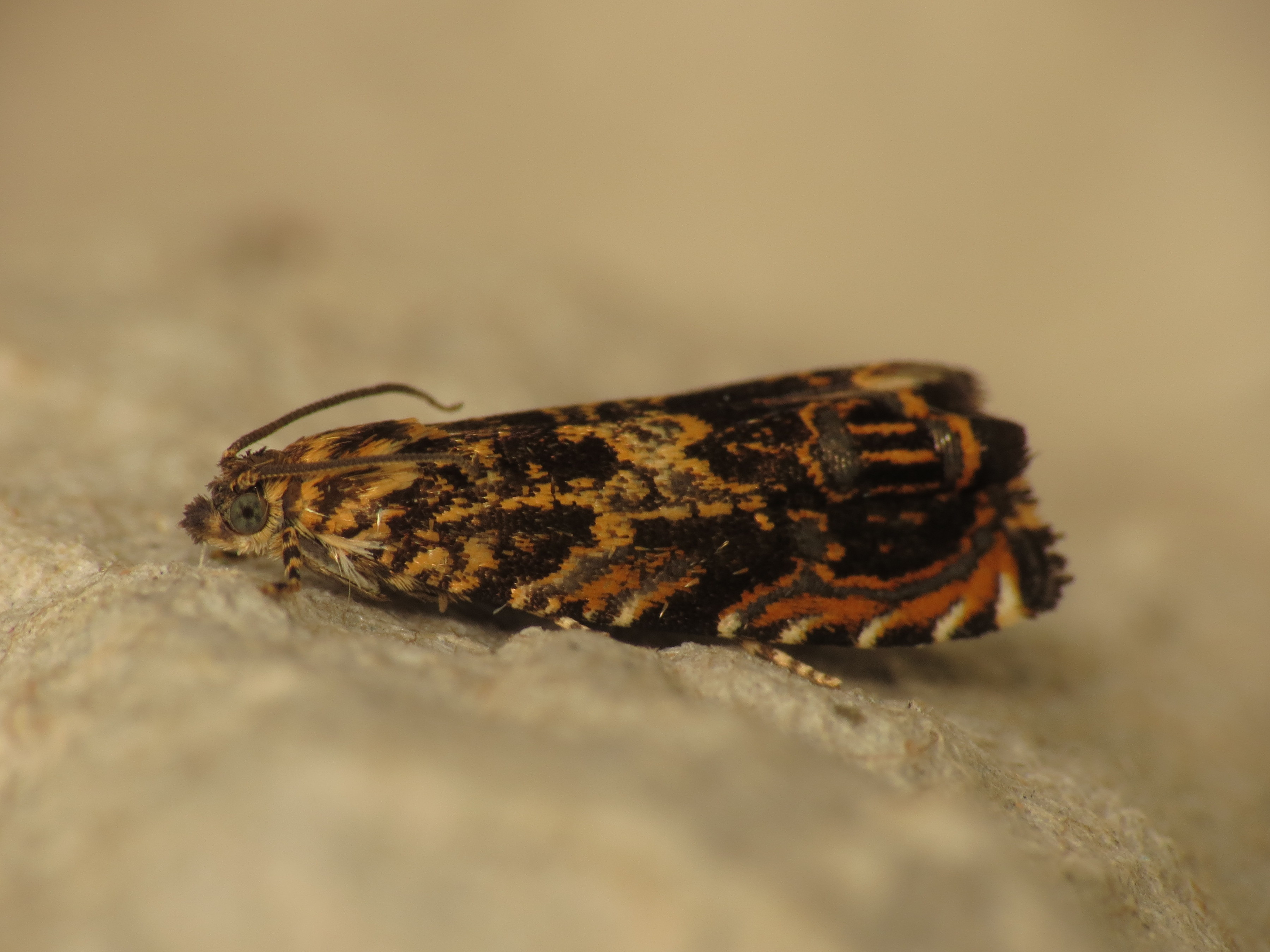
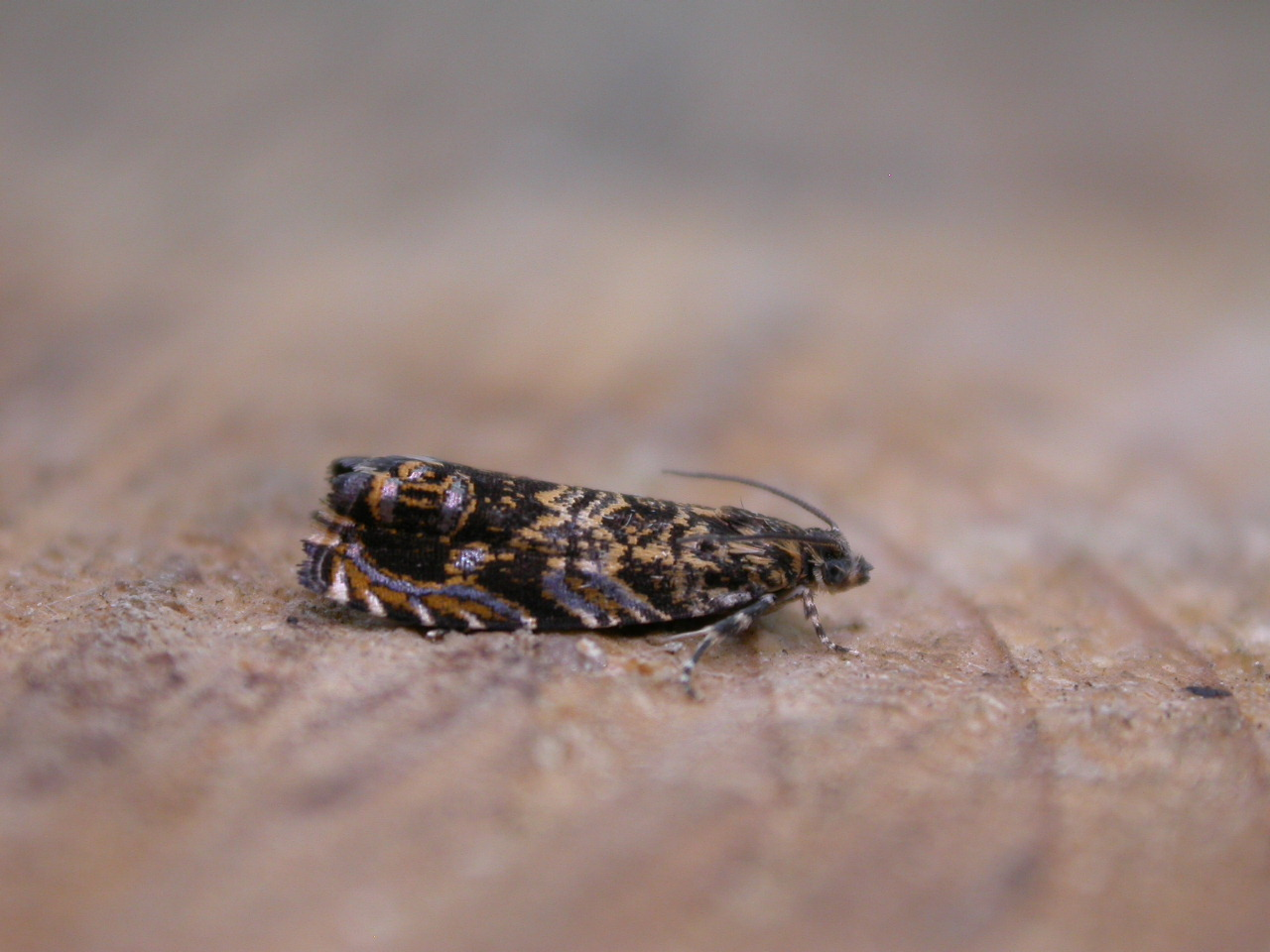
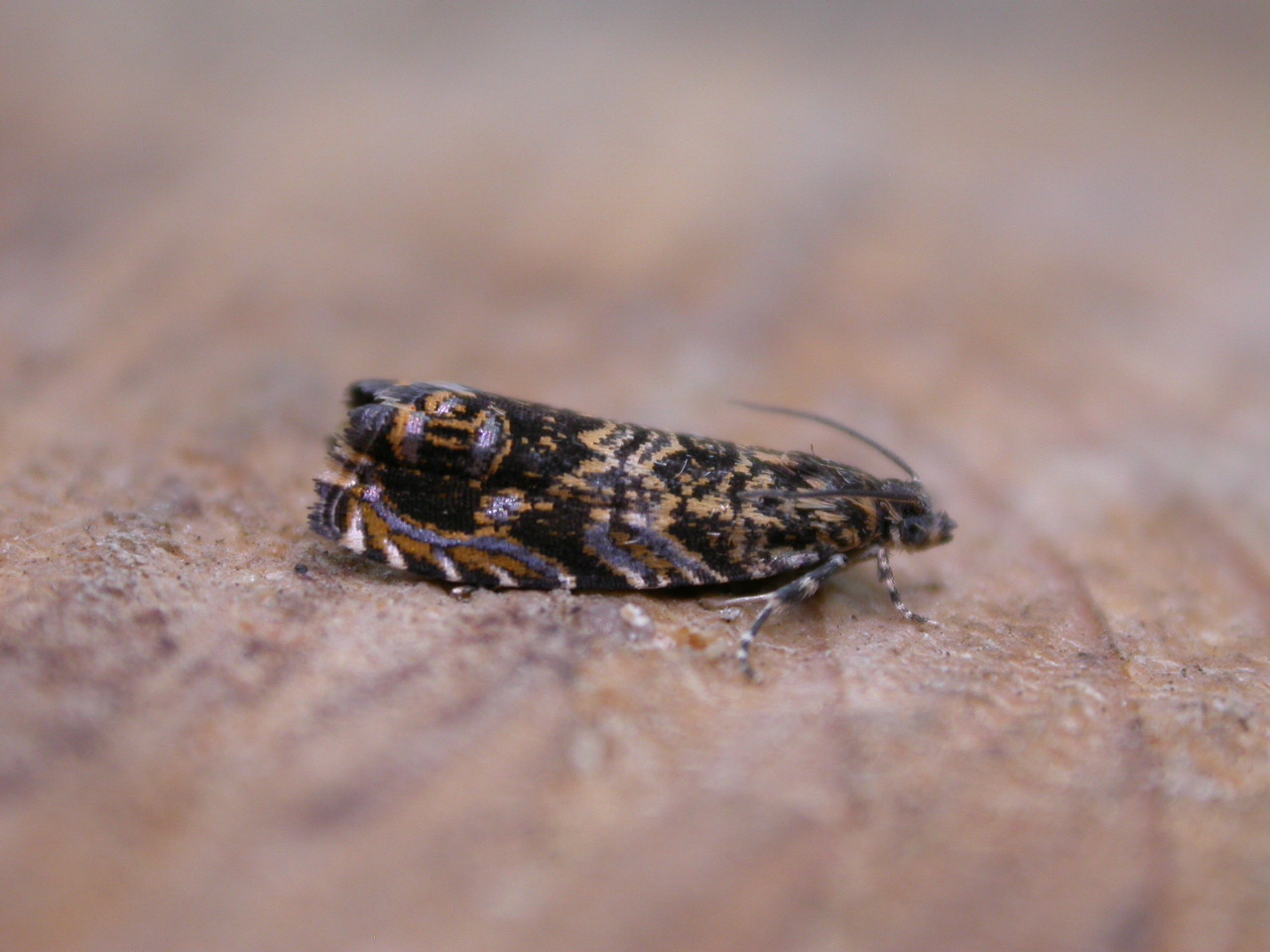
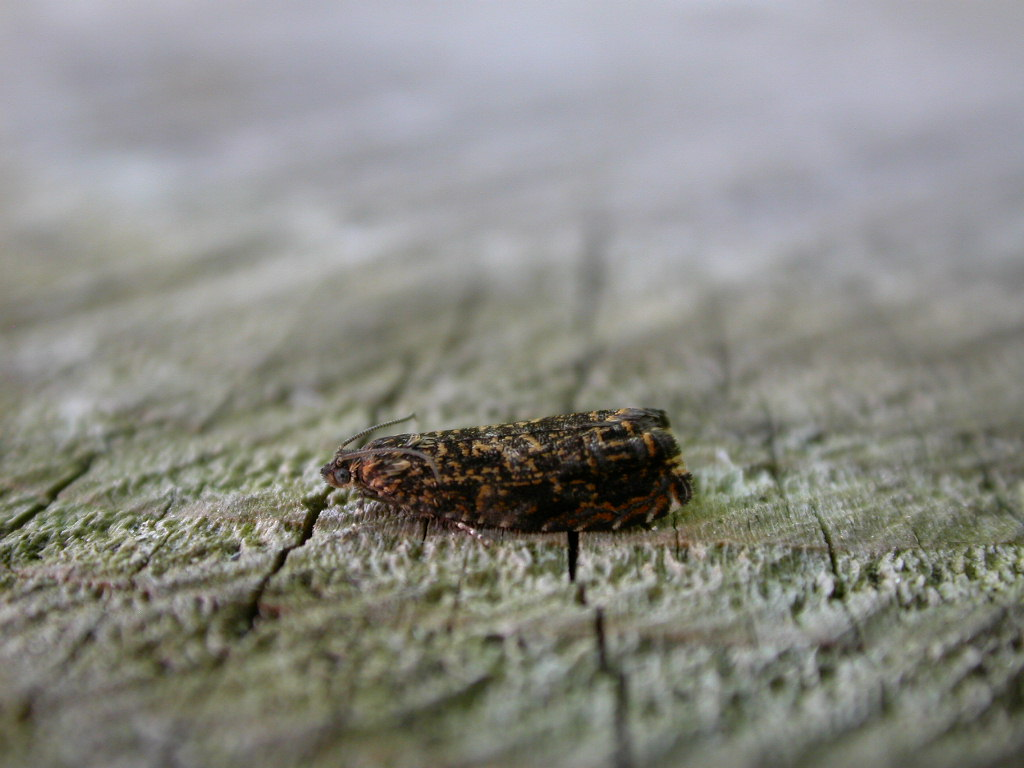
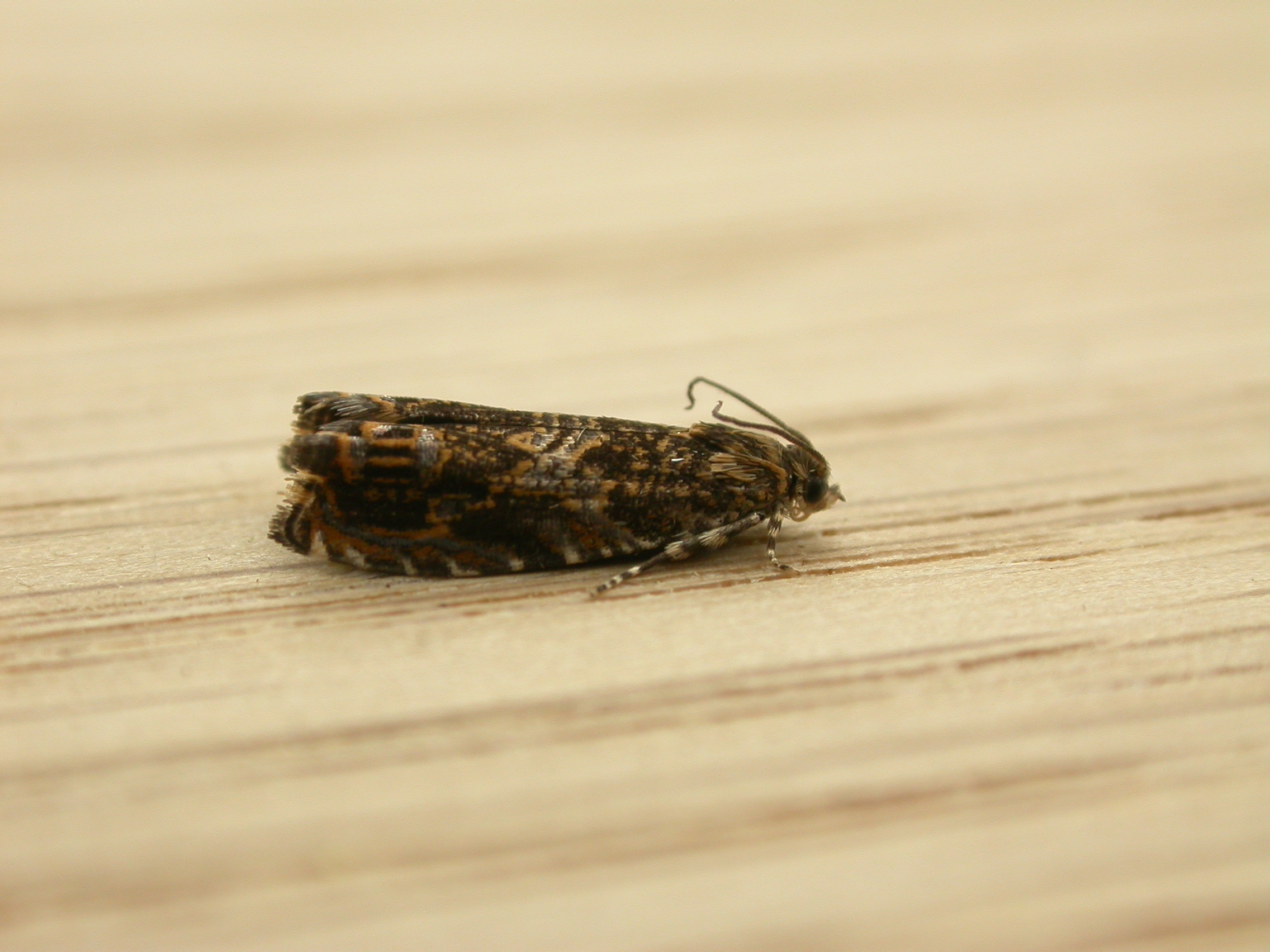

## Dottertaxa tillEnarmonia, i alfabetisk ordning[1][2]
- Enarmonia acrocausta
- Enarmonia aechmobola
- Enarmonia aeologramma
- Enarmonia aeolornis
- Enarmonia aetheria
- Enarmonia albicana
- Enarmonia alternans
- Enarmonia amphilecta
- Enarmonia amphitorna
- Enarmonia anamnestis
- Enarmonia ancoloba
- Enarmonia angleseana
- Enarmonia anthracotis
- Enarmonia anticipans
- Enarmonia antitheta
- Enarmonia aphrospila
- Enarmonia araucariae
- Enarmonia areata
- Enarmonia argyrocyrta
- Enarmonia argyroela
- Enarmonia asturana
- Enarmonia atrana
- Enarmonia atrochalybaeana
- Enarmonia atrorufana
- Enarmonia aulacodes
- Enarmonia bagdadiana
- Enarmonia borbana
- Enarmonia boulderana
- Enarmonia caeruleana
- Enarmonia calliglypta
- Enarmonia callizona
- Enarmonia campestris
- Enarmonia carana
- Enarmonia cassiana
- Enarmonia catabanana
- Enarmonia chalybdica
- Enarmonia chlamydata
- Enarmonia chlorostola
- Enarmonia choleropa
- Enarmonia chromataspis
- Enarmonia chrysocosma
- Enarmonia chrysotypa
- Enarmonia cinnabaritis
- Enarmonia colorana
- Enarmonia coluteana
- Enarmonia compensata
- Enarmonia comptana
- Enarmonia conclusana
- Enarmonia confertana
- Enarmonia conficitana
- Enarmonia conversana
- Enarmonia crassicornis
- Enarmonia cupressana
- Enarmonia cyanocephala
- Enarmonia cyanograpta
- Enarmonia cyanosticha
- Enarmonia cynicopis
- Enarmonia daedolota
- Enarmonia décor
- Enarmonia decretana
- Enarmonia defluxana
- Enarmonia dehaisiana
- Enarmonia delomilta
- Enarmonia deloxantha
- Enarmonia dentatana
- Enarmonia detrita
- Enarmonia dimidiata
- Enarmonia diremptana
- Enarmonia disperma
- Enarmonia dissias
- Enarmonia distema
- Enarmonia dohrniana
- Enarmonia duodecemstriata
- Enarmonia dyarana
- Enarmonia dyserasta
- Enarmonia eclipsana
- Enarmonia edwardsiana
- Enarmonia egregiana
- Enarmonia elevata
- Enarmonia eoleuca
- Enarmonia ethelinda
- Enarmonia euclera
- Enarmonia eucyanea
- Enarmonia eudesma
- Enarmonia eupida
- Enarmonia euryteles
- Enarmonia euthenopa
- Enarmonia examplaris
- Enarmonia excoriata
- Enarmonia exocentra
- Enarmonia exsurgens
- Enarmonia fana
- Enarmonia ferraria
- Enarmonia flammeata
- Enarmonia floricolana
- Enarmonia formosana
- Enarmonia furiosa
- Enarmonia guttifera
- Enarmonia gypsothicta
- Enarmonia haemograpta
- Enarmonia halmyris
- Enarmonia hemicosma
- Enarmonia hemisphaerana
- Enarmonia heptacopa
- Enarmonia heringiana
- Enarmonia hilaris
- Enarmonia hornigiana
- Enarmonia ichthyura
- Enarmonia imitativa
- Enarmonia improbana
- Enarmonia incultana
- Enarmonia infausta
- Enarmonia inflata
- Enarmonia influxana
- Enarmonia interstinctana
- Enarmonia iridescens
- Enarmonia jaculatrix
- Enarmonia jamaicana
- Enarmonia kurokoi
- Enarmonia lana
- Enarmonia laricicolana
- Enarmonia lathraeopa
- Enarmonia latiferana
- Enarmonia leptogramma
- Enarmonia leucatma
- Enarmonia leucostoma
- Enarmonia libertina
- Enarmonia lornacula
- Enarmonia lotana
- Enarmonia lucobasis
- Enarmonia luminosa
- Enarmonia lunatana
- Enarmonia magnetica
- Enarmonia major
- Enarmonia malesana
- Enarmonia mamertina
- Enarmonia martia
- Enarmonia menoides
- Enarmonia metallcozma
- Enarmonia minuscula
- Enarmonia mixographa
- Enarmonia modica
- Enarmonia monstratana
- Enarmonia motrix
- Enarmonia multistrigana
- Enarmonia nicomacha
- Enarmonia ninana
- Enarmonia novarana
- Enarmonia nucleana
- Enarmonia obliqua
- Enarmonia obnixa
- Enarmonia obtecta
- Enarmonia obtusana
- Enarmonia ocnogramma
- Enarmonia oenochroa
- Enarmonia orbitana
- Enarmonia ornatana
- Enarmonia orthopyrga
- Enarmonia oxytropidis
- Enarmonia packardi
- Enarmonia paludiphila
- Enarmonia parichnota
- Enarmonia parvisignana
- Enarmonia pentasticta
- Enarmonia perfricta
- Enarmonia periculosa
- Enarmonia perlaeta
- Enarmonia perrupta
- Enarmonia pessota
- Enarmonia pinguisana
- Enarmonia piperana
- Enarmonia placerana
- Enarmonia platydryas
- Enarmonia plectana
- Enarmonia plectocosma
- Enarmonia plenana
- Enarmonia plerota
- Enarmonia polymetalla
- Enarmonia primigena
- Enarmonia prosperana
- Enarmonia prunivora
- Enarmonia prunivorana
- Enarmonia psamminitis
- Enarmonia pulchella
- Enarmonia pycnochra
- Enarmonia pycnota
- Enarmonia pyraspis
- Enarmonia pyrozona
- Enarmonia quadrangulana
- Enarmonia quinquestrigana
- Enarmonia reflectrix
- Enarmonia remyana
- Enarmonia renselariana
- Enarmonia responsana
- Enarmonia rhodaspis
- Enarmonia rubiginosana
- Enarmonia saundersana
- Enarmonia scitana
- Enarmonia scriptana
- Enarmonia selectana
- Enarmonia serratula
- Enarmonia sideritana
- Enarmonia signifer
- Enarmonia sinapichroa
- Enarmonia socratica
- Enarmonia spumans
- Enarmonia staphiditis
- Enarmonia stelocosma
- Enarmonia stelosema
- Enarmonia stictobathra
- Enarmonia stirpicola
- Enarmonia strigulana
- Enarmonia subapicana
- Enarmonia subtilana
- Enarmonia taocosma
- Enarmonia tephraea
- Enarmonia terminana
- Enarmonia tetramita
- Enarmonia tetrasticta
- Enarmonia tetrazancla
- Enarmonia thoenarcha
- Enarmonia tonosticha
- Enarmonia tonsana
- Enarmonia tornosticha
- Enarmonia transcatulana
- Enarmonia transductana
- Enarmonia trigonoptila
- Enarmonia tristrigana
- Enarmonia walsinghamii
- Enarmonia vana
- Enarmonia wana
- Enarmonia vancouverana
- Enarmonia victrix
- Enarmonia violescens
- Enarmonia vitrana
- Enarmonia woeberiana
- Enarmonia xanthopora
- Enarmonia xylocrossa
- Enarmonia zana
- Enarmonia zapyrana